# John Shelby Spong
John Shelby Spong (Charlotte, 16 giugno 1931 – 12 settembre 2021) è stato un filosofo, teologo e educatore statunitense.
Già vescovo della Chiesa episcopale degli Stati Uniti d'America, dal 1979 al 2000 è stato il vescovo titolare della diocesi episcopale di Newark (New Jersey). Teologo cristiano, autore e critico letterario. Proponente di una riforma fondamentale della fede cristiana, allontanatosi dal teismo e dalle dottrine religiose tradizionali.

## Biografia
Laureatosi presso la Università della Carolina del Nord a Chapel Hill nel 1952, ha ricevuto un Master of Divinity nel 1955 dal Seminario Teologico Episcopaliano della Virginia in Alexandria (Virginia) e un PhD honoris causa da quest'ultimo e dal Saint Paul's College (Virginia). Spong ha scritto: ""Mi sono immerso nello studio biblico approfondito contemporaneo in centri come l'Union Theological Seminary di New York City, la Yale Divinity School, e la Harvard Divinity School nonché le università britanniche di Edimburgo, Oxford e Cambridge."

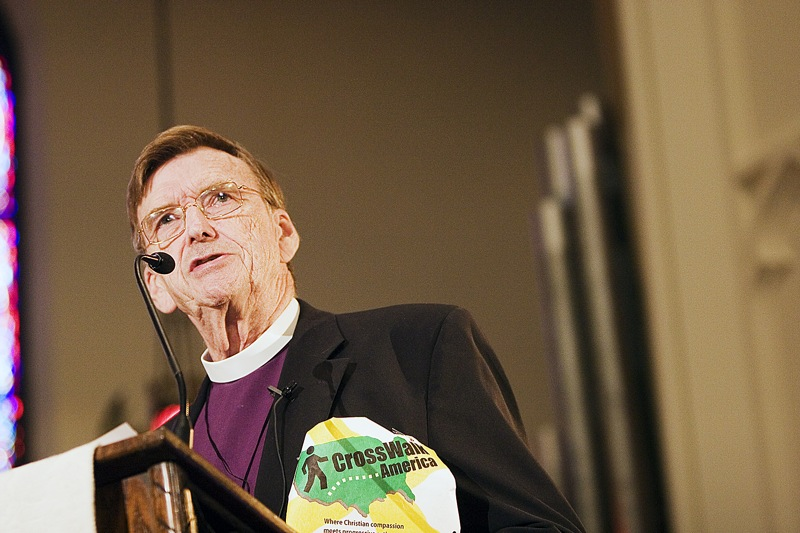
Spong ad una conferenza del CrossWalk America, 2006

Spong ha officiato quale rettore di St. Joseph's Episcopal Church (Durham) dal 1955 al 1957; rettore della Parrocchia del Calvario (Tarboro, Carolina del Nord) dal 1957 al 1965; rettore di St. John's Episcopal Church (Lynchburg) dal 1965 al 1969; rettore di St. Paul's Episcopal Church di Richmond (Virginia) dal 1969 al 1976. Ha tenuto posizioni distaccate presso i maggiori istituti teologici americani, in particolare presso la Harvard Divinity School. Si è ritirato in pensione nel 2000.
Spong descrive la propria vita come un percorso dal letteralismo e teologia conservatrice della sua gioventù ad una veduta espansa del Cristianesimo. In un'intervista del 2013, Spong indica il defunto vescovo anglicano John Robinson (vescovo di Woolwich) quale suo mentore lungo tale percorso, e afferma che l'aver letto le opere controverse di Robinson degli anni 1960 ha generato tra loro una relazione di amicizia e insegnamento per tanti anni. Spong onora inoltre Robinson come suo mentore nelle prime pagine del suo libro del 2002, A New Christianity for a New World (ed. ital.: Un cristianesimo nuovo per un mondo nuovo. Perché muore la fede tradizionale e come ne nasce una nuova, Massari, 2010).
Recipiente di molti premi e onorificenze, tra cui Umanista dell'Anno - 1999, Spong contribuisce al programma DVD intitolato Living the Questions Spong ha tuttora un'intensa agenda di conferenze internazionali.

## I Dodici Punti di Spong
1. Il teismo, come concetto che definisce Dio, è morto. Similmente la maggior parte del linguaggio teologico riferentesi a Dio non ha più alcun significato. Bisogna quindi elaborare un modo nuovo per parlare del divino.
2. Poiché Dio non può più essere concepito in termini teistici, diventa assurdo cercare di capire Gesù come incarnazione della divinità teistica. Così anche la cristologia non è più credibile.
3. La storia biblica della creazione perfetta e definita dalla quale gli esseri umani sono caduti nel peccato è una mitologia pre-darwiniana e un'assurdità post-darwiniana.
4. La nascita di Gesù da una vergine, intesa come biologia letterale, rende impossibile la divinità di Cristo, come interpretata tradizionalmente.
5. Con la nostra mentalità post-newtoniana, non siamo in grado di interpretare i miracoli del Nuovo Testamento come eventi soprannaturali effettuati da una divinità incarnata.
6. L'interpretazione sacrificale espiatoria della croce che toglie i peccati del mondo, è una idea barbara basata su concetti primitivi di Dio e deve essere abbandonata.
7. La resurrezione è un atto di Dio. Gesù è asceso nel significato di Dio e pertanto non può essere una rianimazione fisica che si verifica all'interno della storia umana.
8. Il racconto dell'Ascensione presume un universo a tre livelli e non è quindi interpretabile in concetti post-copernicani dell'era spaziale.
9. Non vi è alcun principio etico oggettivo, esterno a noi, rivelato da Dio e presentato per iscritto o su tavole di pietra che possa mai regolare la nostra condotta morale nel tempo o per sempre.
10. La preghiera non può essere una serie di richieste rivolte ad una divinità celeste, richiedendole di intervenire nella nostra storia umana in un dato modo.
11. La speranza di vita dopo la morte deve essere separata per sempre dalla mentalità di controllo comportamentale di ricompensa e punizione. Di conseguenza, la Chiesa deve abbandonare la sua teologia della colpa come motivatrice di comportamento.
12. Tutti gli esseri umani sono a immagine di Dio e ogni persona deve essere rispettata per quella che è. Pertanto, nessuna descrizione esterna del proprio essere, sia essa basata su razza, etnia, sesso o orientamento sessuale, può essere validamente utilizzata come base sia di rifiuto che di discriminazione.[8]

L'opera di Spong sull'evoluzione testuale del ruolo dell'ebreo che tradisce Gesù attribuito a Giuda Iscariota nei Vangeli, ha ottenuto particolare rilievo e attenzione da parte degli scienziati sociali interessati alle radici dell'antisemitismo nel Nuovo Testamento. Spong sostiene con vigore che i dettagli riportati dai Vangeli sinottici e dal Vangelo di Giovanni sul tradimento di Giuda siano il risultato di un abbellimento attuato da autori più recenti (cfr. Marco e la fonte Q), come risultato di una tensione ideologica in seguito all'ostilità inaspettata e crescente tra ebrei e cristiani nei primi tempi della Chiesa..

## Ricezione
Le idee di Spong hanno ricevuto forti critiche da parte di alcuni teologi, in particolare da Rowan Williams, già Arcivescovo di Canterbury, che descriveva le sue dodici tesi piene di "confusione ed errata interpretazione". Gli scritti di Spong suscitano forte supporto e grande condanna simultaneamente, da parte di differenti segmenti della chiesa cristiana. La saggista britannica Karen Armstrong afferma che i libri di Spong liberano dalle inutili complicazioni della vita religiosa, approfondendo e smantellando le credenze più basilari della fede cristiana e riconoscendole quali miti sorpassati in un mondo che necessita di nuove e più credibili prospettive. Spong nei suoi scritti offre quindi un'interpretazione di Cristo più credibile, come chiave di una vita nuova e di una nuova umanità.
In un'intervista rilasciata a C.D.B. di Chieri nel 2013, Spong sostiene:
(ADISTA n° 39 del 9/11/2013])
L'esegeta cattolico Raymond Edward Brown era molto critico nei confronti degli studi di Spong, che egli definì come "completamente amatoriali". Spong spesso lodava le opere accademiche di Brown, ma il giudizio non era ricambiato, al punto che Brown commentò nell'introduzione a una delle sue opere: "Spong spesso elogia il mio lavoro di studioso del Nuovo Testamento. Spero di non essere sgradevole nel replicare che non un solo studioso neotestamentario considererebbe il Gesù di Spong come il Gesù descritto dai Vangeli e predicato dalla Chiesa.
Il teologo metodista Mark Tooley criticò duramente Spong nel 2010, accusandolo di "promuovere una teologia e un'ideologia vecchia e stantia di mezzo secolo fa". Dopo la morte di Spong, Tooley disse a The Washington Times che "egli [Spong] sosteneva che stava rendendo la religione rilevante per una nuova generazione che non poteva credere nel soprannaturale, spesso citando le sue figlie. Ma l'ironia era che, mentre stava sostenendo la sua causa, la modernità stava finendo e la postmodernità aveva inizio, e la sua prospettiva razionalista divenne passé. C'era una nuova apertura al soprannaturale".
Il teologo battista reverendo Albert Mohler, presidente del Seminario Teologico Battista Meridionale, accusò nel 2007 Spong di eresia e di avere negato "sostanzialmente tutte le dottrine cristiane".